# Concours Eurovision de la danse 2008
Le Concours Eurovision de la danse 2008 s'est déroulé le samedi 6 septembre 2008 à Glasgow, Écosse au Royaume-Uni.
Il s'agit de la deuxième édition, la première s'étant déroulée à Londres au Royaume-Uni en 2007. Étant à l'origine du concours, la BBC avait obtenu l'autorisation de l'organiser deux fois de suite.
Il a été organisé par la BBC sous l'égide de l'UER.
Il s'est déroulé au Arena Hall du Scottish Exhibition and Conference Centre. 
Les présentateurs étaient les Britanniques Graham Norton et Claudia Winkleman.
Les équipes sont composées d'un homme et d'une femme, devant être pour l'un professionnel de la danse, et l'autre connu mais dans un autre domaine que la danse.
Les points sont attribués pour une part par un jury dans la salle, et d'autre part pas les votes des téléspectateurs européens.
Il a été remporté par les représentants de la Pologne, Marcin Mroczek et Edyta Herbuś.

## Pays participants
Dans l'ordre de leur présentation
- Suède représentée par Danny Saucedo & Jeanette Carlsson
- Autriche représentée par Dorian Steidl & Nicole Kuntner
- Danemark représenté par Patrick Spiegelberg & Katja Svensson
- Azerbaïdjan représenté par Eldar Dzhafarov & Anna Sazhina
- Irlande représentée par Gavin O'Fearraigh & Dearbhla Lennon
- Finlande représentée par Mikko Ahti & Maria Lund
- Pays-Bas représentés par Thomas Berge & Roemjana de Haan
- Lituanie représentée par Saulius Skambinas & Karina Krysko
- Royaume-Uni représenté par Vincent Simone & Louisa Lytton
- Russie représentée par Alexander Litvinenko & Tatiana Navka
- Grèce représentée par Jason Roditis & Tonia Kosovich
- Portugal représenté par João Tiago & Raquel Tavares
- Pologne représentée par Marcin Mroczek & Edyta Herbuś
- Ukraine représentée par Serhij Kostetskiy & Liliya Podkopaeva

## Points
|               | Televote | Jury | Total | rang |
| ------------- | -------- | ---- | ----- | ---- |
| Suède         | 34       | 4    | 38    | 12   |
| Autriche      | 29       | 0    | 29    | 13   |
| Danemark      | 54       | 48   | 102   | 6    |
| Azerbaïdjan   | 82       | 28   | 106   | 5    |
| Irlande       | 40       | 0    | 40    | 11   |
| Finlande T    | 32       | 12   | 44    | 10   |
| Pays-Bas      | 1        | 0    | 1     | 14   |
| Lituanie      | 32       | 78   | 110   | 4    |
| Royaume-Uni H | 39       | 8    | 47    | 9    |
| Russie        | 24       | 97   | 121   | 2    |
| Grèce         | 40       | 32   | 72    | 7    |
| Portugal      | 61       | 0    | 61    | 8    |
| Pologne       | 134      | 20   | 154   | 1    |
| Ukraine       | 103      | 16   | 119   | 3    |